# Пол Берг
Пол Наїм Берг (англ. Paul Naim Berg; 30 червня 1926, Нью-Йорк — 15 лютого 2023, Стенфорд, Санта-Клара, Каліфорнія) — американський біохімік, почесний професор Стенфордського університету, лауреат Нобелівської премії з хімії.

## Біографія і наукова робота
Пол Берг народився в 1926 році в Брукліні, закінчив Університет штату Пенсильванія в 1948 році і захистив дисертацію в Університеті Кейс-Західний резерв у 1952 році. 
Технологія рекомбінантної ДНК, новаторська інновація, розроблена на початку 1970-х років, Пол Бергом з колегами, стала монументальним кроком вперед у генетичних маніпуляціях. Цей новаторський метод здійснив революцію в біології, дозволивши вченим маніпулювати молекулами ДНК поза межами природного середовища клітини, а Пол Берг згодом розділив Нобелівську премію з хімії 1980 року разом з дослідниками технології секвенування геному. У 1985 році президент Рональд Рейган вручив йому Національну наукову медаль США за 1983 рік.
Дисертаційна робота Берга була присвячена дослідженню перетворення мурашиної кислоти, формальдегіда і метанола в повністю відновлену метильну групу метіоніна. Берг першим показав, що фолієва кислота і вітамін B12 відіграють важливу роль в цьому перетворенні.
Берг закінчив дослідницьку кар'єру в 2000 році і був почесним професором Стенфордського університету.
Помер 15 лютого 2023 року.